# IGR J17091-3624
IGR J17091-3624 (IGR J17091) – rentgenowski układ podwójny położony w gwiazdozbiorze Skorpiona, oddalony o około 28 tysięcy lat świetlnych od Ziemi, zawierający kandydata na najmniejszą znaną czarną dziurę o masie wynoszącej zaledwie 3 M☉. Drugim składnikiem układu podwójnego jest gwiazda podobna do Słońca orbitująca czarną dziurę.
Czarną dziurę charakteryzuje bardzo silny generowany przez nią „wiatr” cząsteczek. Czarna dziura akreuje wokół siebie materiał ściągnięty z obiegającej ją gwiazdy ale do jej wnętrza wpada tylko około pięciu procent tego materiału, pozostałych 95% wyrzucanych jest w przestrzeń kosmiczną w kierunkach prostopadłych do płaszczyzny dysku akrecyjnego. „Wiatr” generowany przez IGR J17091 osiąga prędkość 3% prędkości światła w próżni (około 32 miliony km/h) i jest dziesięć razy szybszy od wcześniej zaobserwowanych wiatrów wytwarzanych przez czarne dziury o masie gwiazdowej.
Jednoczesne obserwacje dokonane przez teleskop kosmiczny Chandra i Expanded Very Large Array pokazały, że czarna dziura nie emituje w tym samym czasie radiowego dżetu i wiatru, co potwierdziło wcześniejsze obserwacje innych obiektów tego typu.